# Auletobius nitens
Auletobius nitens là một loài bọ cánh cứng trong họ Rhynchitidae. Loài này được Kôno miêu tả khoa học năm 1930.